# Bottna, Bohuslän

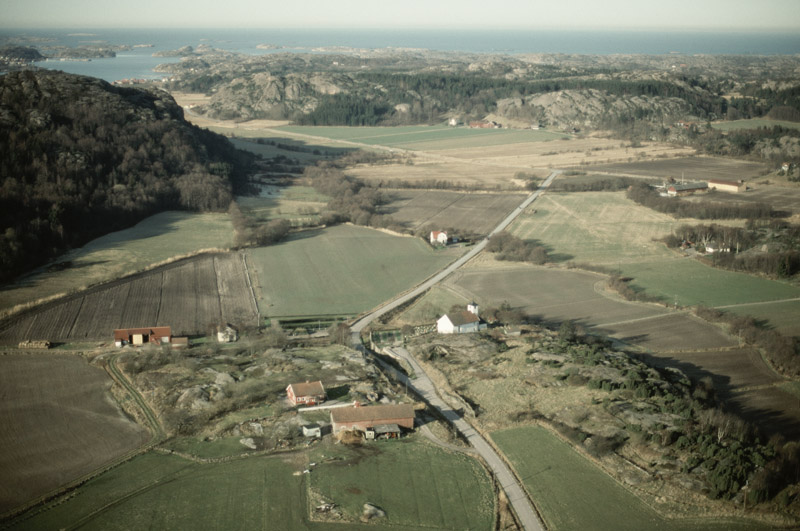
Flygfoto över Bottnadalen och Bottna kyrka från 1990.

Bottna är en bygd i sydligaste delen av Tanums kommun i norra Bohuslän. Bygden utgör en egen församling, Bottna församling , med Bottna kyrka som uppfördes på 1100-talet. Det finns även en aktiv hembydsförening, Bottna hembygds- och fornminnesförening.